# Tunel de bază

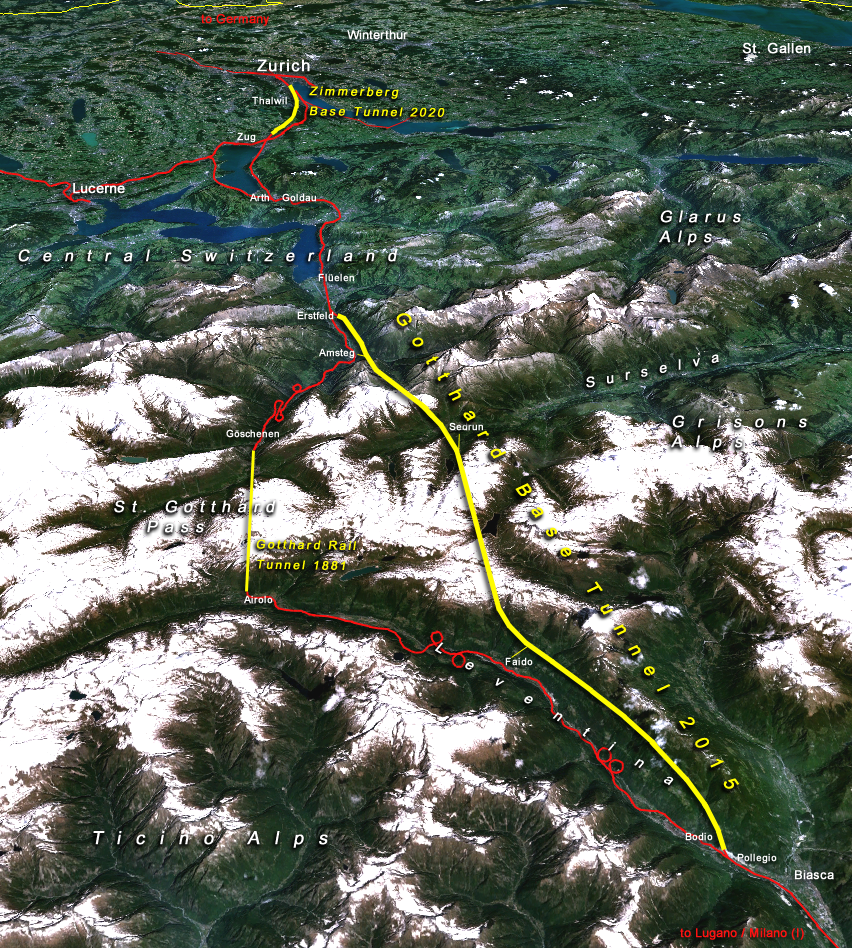
Vechiul tunel de vârf Gotthard și noul tunel de bază Gotthard

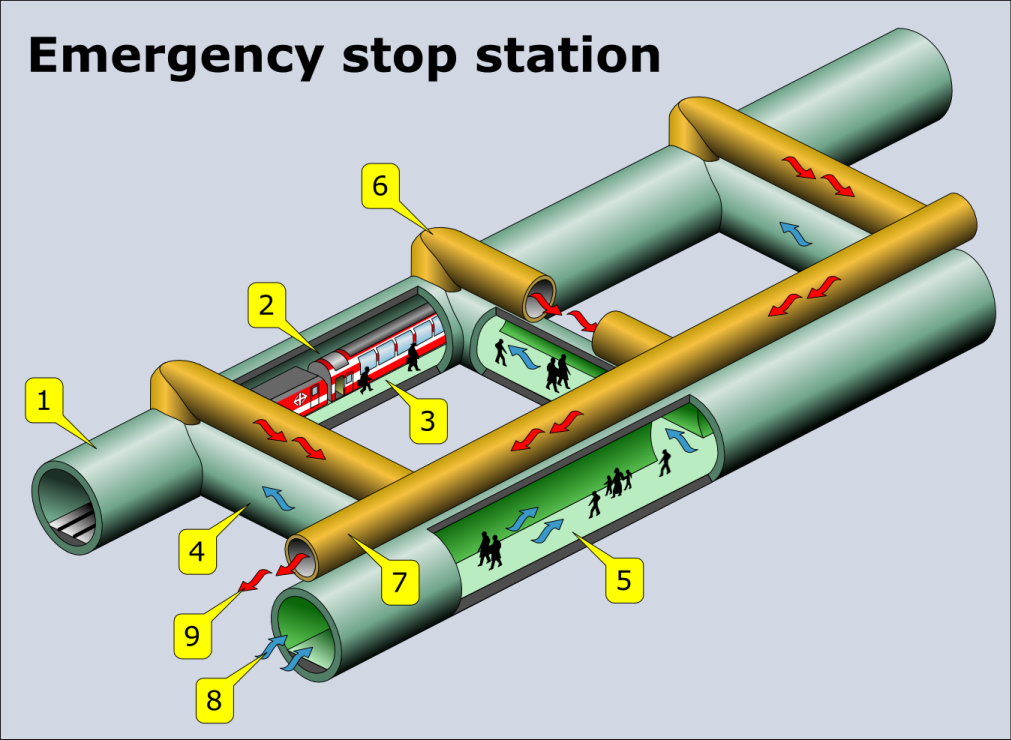
Reprezentarea schematică a unui tunel de bază în Europa; acesta are două tuburi conectate la fiecare câteva sute de metri pentru a permite evacuarea în caz de urgență
[imaginea prezintă o stație de evacuare din tunelul Gotthard, cel mai lung tunel de cale ferată din lume – 57 km]

Un tunel de bază este un tip de tunel, în special un tunel de cale ferată, care este construit pe la baza unui pas montan. Acest tip de tunel conectează în mod obișnuit două văi aflate la aceeași altitudine.
Când au fost inițial construite, liniile de cale ferată clasice prin teren muntos evitau pe cât posibil tunelurile, datorită limitărilor tehnologice și costurilor mari, folosindu-se în schimb pante lungi și abrupte și multe curbe, inclusiv spirale. Tunelurile, care erau străpunse cât mai spre vârful muntelui pentru a li se reduce lungimea, erau numite tuneluri de vârf, spre a fi deosebite de tunelurile de bază construite uneori prin același masiv muntos.
Tunelurile de bază pornesc de la o filozofie complet diferită, eliminând complet sau minimizând declivitățile și evitând curbele, rezultând în final tuneluri mai lungi pe un traseu, dar distanțe totale de călătorie mai scurte. În plus, ele permit viteze mai mari de trafic și costuri mai mici cu consumul de energie. 
Conceptul de tunel de bază există din secolul al XIX-lea. Spre exemplu, tunelul de bază al liniei Hauenstein a fost străpuns în 1916. El a fost popularizat în Elveția în cursul dezbaterilor privind noile linii feroviare transalpine.

## Exemple
Unele din cele mai cunoscute tuneluri de bază, după lungime și dată de deschidere:
- Tunelul de bază Gotthard (57,1 km, 2016), Elveția
- Tunelul de bază Mont d'Ambin (57 km, data de deschidere nu a fost stabilită încă), Franța și Italia
- Tunelul de bază Brenner (55 km, prevăzut pentru 2025), Austria și Italia
- Tunelul de bază Lötschberg (34,6 km, 2007), Elveția
- Tunelul de bază Semmering (27,3 km, prevăzut pentru 2025), Austria
- Tunelul de bază Pajares (24,7 km, data de deschidere nu a fost stabilită încă), Spania
- Tunelul de bază Zimmerberg (20 km, lucrările nu au început încă), Elveția
- Tunelul de bază Apenini (18,5 km, 1934), Italia
- Tunelul de bază Ceneri (15,4 km, prevăzut pentru 2020), Elveția
- Tunelul de bază Furka (15,4 km, 1982), Elveția

Au fost prevăzute și tuneluri de bază prin Munții San Gabriel ca parte a sistemului de cale ferată de mare viteză California High Speed Rail.